# Nume

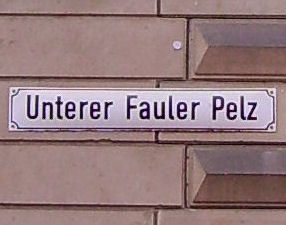
Numele unei străzi în Heidelberg, Germania

Numele (lat. nomen) este un termen care precizează anumite caractere denotative (lat. denotare = defini, denumi) cu scopul de a-l deosebi de celelalte elemente. Termenul ne dă o serie de informații pentru identificare, putând furniza și o informație despre unele caractere ale elementului denumit.
Astfel se pot enumera unele categorii:
- Nume de persoane care cuprinde: 
  - Numele de familie și
  - Numele de botez (Numele onomastic)
- Numele proprii care sunt caracterizate prin scriere cu majuscule (nume de persoane, ca și denumiri din alte domenii)
- Nume de firme, mărci comerciale
- Denumiri geografice (continente, țări, regiuni, localități, ape, forme de relief etc.)
- Denumiri de străzi
- Denumiri științifice de plante sau animale
- Denumiri de specialitate (ca de exemplu în științele: medicină, geologie, filozofie etc.)
- Denumiri de obiecte (ca obiecte casnice, unelte, instrumente etc.)
- Nume artistice aici se poate aminti pseudonimul folosit de pictori, romancieri, actori etc.
- Știința care se ocupă cu studiul originii numelui este etimologia.
- Titlul unei persoane, film, opere literare, stat etc.

## Citate
- Numele nu este totul pe lume, dar fără nume totul este nimic (Karl-Heinz W.Smola)
- Un nume bun, valorează mai mult ca o avere  (Miguel de Cervantes)
- Nomen est omen (proverb latin)

- Ne dase nume de Curcani

Un hâtru bun de glume,
Noi am schimbat lângă Balcani
Porecla în renume!
(Vasile Alecsandri: Peneș Curcanul)